# Сальников, Анатолий Алексеевич
Анатолий Алексеевич Сальников (1 апреля 1926, Таджикская АССР — 24 декабря 2001, Сасово, Рязанская область) — советский киргизский, затем российский прозаик, поэт и переводчик, член Союза писателей СССР (1956), главный редактор журнала «Литературный Киргизстан» (1960—1965), заслуженный работник культуры Киргизской ССР (1976).

## Биография
Родился в семье рабочего 1 апреля 1926 года в Таджикской АССР на нефтепромысле «КИМ» — там же, с 1941 на протяжении четырёх лет работал в качестве слесаря по ремонту глубинных насосов, следил за работой контрольно-измерительных приборов на озокерит-экстракционном заводе рудника «Сель-Рохо». С 1945 по 1946 служил в Советской Армии, после чего демобилизовался по состоянию здоровья. После службы он окончил десятилетнюю школу рабочей молодёжи. После выпуска из нефтяного техникума в 1949 году Анатолий Сальников, по рекомендации писателя Николая Тихонова, поступил в Литературный институт имени А. М. Горького, после окончания которого в 1954 году был направлен во Фрунзе на должность литературного консультанта в Правлении Союза писателей Кыргызстана. С 1956 года стал членом Союза писателей СССР.
Начиная с 1960 по 1965 год Анатолий Сальников был главным редактором литературно-художественного и общественно-политического журнала «Литературный Киргизстан». По воспоминаниям журналиста и публициста Александра Баршая, работа Сальникова на этом посту подвергалась критике за счёт того, что редколлегия издания отдавала предпочтение на публикацию произведений в жанре соцреализма. Участник литкружка «Рубикон» при редакции молодёжной газеты «Комсомолец Киргизии» поэт Вячеслав Шаповалов организовал общественный суд над журналом. После публикации в «Комсомольце Киргизии» репортажа с суда, Союз писателей Киргизии сменил главного редактора «Литературного Киргизстана».
После освобождения от должности, Анатолий Алексеевич в последующие годы занимал должности заместителя начальника Управления издательств Госкомиздата Киргизской ССР, заместителя главного редактора издательства «Кыргызстан», был членом объединённой репертуарно-редакционной коллегии Министерства культуры Киргизской ССР. С 1974 года снова стал литконсультантом в Правлении Союза писателей Кыргызстана, где проработал до выхода на пенсию в 1986 году.
В начале 1990-х Анатолий Алексеевич переехал в Сасово — там он продолжил заниматься творчеством, стал членом и работником в Рязанском региональном отделении Союза писателей России. Начиная с марта 1996 года до ухода из жизни он возглавлял секцию прозы и публицистики литературного клуба «Первая строка».
Скончался 24 декабря 2001 года в Сасово.

## Творчество
В 1948 году в республиканской газете «Сталинская молодёжь» (Душанбе) было опубликовано его первое стихотворение. Помимо поэзии, Анатолий Сальников публиковал в республиканских и областных изданиях (в частности, в «Крестьянке», «Литературном Киргизстане», «Ала-Тоо» и других) очерки и рассказы. По окончании Литературного института имени А. М. Горького, его дипломной работой стал роман-дилогия «Золотые глубины» (1956—1958), благодаря которому писатель стал ассоциироваться с авторами производственной прозы. Прибыв в Советский Кыргызстан с началом «оттепели», Анатолий Сальников, по мнению кандидата филологических наук Ч. А. Джолбулаковой, стал представителем второй генерации русских писателей в кыргызской литературе, оставивших «весомое» наследие.
В 1956 году Киргизским государственным издательством была опубликована первая книга романа А. Сальникова «Золотые глубины», повествующая о жизни и труде киргизских нефтяников. В 1958 году вышла его повесть для детей «Лето в Кемине» и вторая книга романа «Золотые глубины». Был первым переводчиком произведений Чингиза Айтматова.
В 1978 году стал одним из делегатов от Киргизской ССР на VI Съезде Союза писателей СССР.

### Отдельные издания
На русском языке
- Сальников А. Золотые глубины : Роман. — Фрунзе: Киргизгосиздат, 1956. — Т. I. — 261 с.
- Сальников А. Золотые глубины : Роман. — Фрунзе: Киргизгосиздат, 1958. — Т. II. — 178 с.
- Сальников А. Лето в Кемине : Повесть. — Фрунзе: Киргизучпедгиз, 1958. — 136 с.
- Сальников А. В путь : Повесть / Худож. Осташёв А. С. — Фрунзе: Киргизучпедгиз, 1960. — 67 с.
- Сальников А. Стойкость : Роман / Ил.: Б. К. Сивец. — Фрунзе: Киргизгосиздат, 1962. — 274 с.
- Сальников А. Под небом юга : Рассказы и очерки. — Фрунзе: Мектеп, 1965. — 127 с.
- Сальников А. Море дружбы : Сборник. — Фрунзе: Кыргызстан, 1973. — 168 с.
- Сальников А. Избранное / Предисл. В. Вакуленко. — Фрунзе: Кыргызстан, 1976. — 365 с.
- Сальников А. Изыскатели : Роман. — Фрунзе: Кыргызстан, 1979. — 267 с.
- Сальников А. Мужество : Повесть пройденных лет. — Фрунзе: Мектеп, 1981. — 99 с.

На киргизском языке
- Сальников А. Кенч (Золотые глубины) : Роман / Пер. на киргизский Саякбаев К.; Худож. Ахматов Н. — (2-е изд). — Фрунзе: Кыргызстан, 1985. — 431 с.

### Переводы
- Сасыкбаев С. Свет под землёй : Роман / Авториз. пер. с киргизского Баялинова К., Сальникова А. — Фрунзе: Киргосучпедгиз, 1958. — 162 с.
- Джусуев С. Дружба : Рассказы / Пер. с киргизского Сальникова А. — Фрунзе: Киргосучпедгиз, 1958. — 23 с.
- Айтматов Ч. Ночной полив : Рассказ // Лицом к лицу : Сборник / Пер. с киргизского Сальникова А. — Фрунзе: Киргизгосиздат, 1958. — 12 000 экз.
- Каимов К. Степная звезда : Повесть и рассказы / Пер. с киргизского Сальникова А. — Фрунзе: Кыргызстан, 1970. — 120 с.
- Каимов К. Мост Анарбая // Горные родники : Киргизские рассказы / Пер. с киргизского Сальникова А.; Сост. Рудов М., Абдыкеримов К. — М.: Художественная литература, 1976. — С. 101—110.
- Абдукаримов М. Эхо : Роман / Авториз. пер. с киргизского Сальникова А. — Фрунзе: Кыргызстан, 1978. — 271 с.
- Казакбаев Д. Почему у верблюда уши короткие? / Авториз. пер. с киргизского Сальникова А. — Фрунзе: Мектеп, 1982. — 32 с.
- Каимов К. Мост Анарбая // Рассказы советских писателей / Пер. с киргизского Сальников А.; Сост. Гусев Г. М., Израильская И. С., Рынкевич В. П. — М.: Художественная литература, 1982. — Т. III. — С. 405—411.
- Хавазов Я. Становление : Повести / Пер. с дунганского Сальникова А. — Фрунзе: Кыргызстан, 1984. — 158 с.

### Участие в издании
- О дружбе поём : Сб. произв. посвящ. Сов. Кирг. и дружбе народов / Сост. Эралиев С., Сальников А. — Фрунзе: Киргизгосиздат, 1963.
- Салам тебе, Киргизстан : Сб. стихов / Ред.-сост. Сальников А. — Фрунзе: Кыргызстан, 1975. — 138 с.
- Ода солнечному городу : Стихи о городе Фрунзе / Сост. Джусуев С., Сальников А.. — Фрунзе: Кыргызстан, 1978. — 128 с.
- Жильцов Г. А. Пропуск в историю : Повесть и рассказы / Авт. вступ. ст. Сальников А. — Фрунзе: Кыргызстан, 1980. — 182 с.
- Мой солнечный Киргизстан : Докум. рассказы и очерки / Сост. Сальников А.; Предисл. Джангазиева М. — Фрунзе: Мектеп, 1984. — 90 с.
- Салам тебе, Ала-Тоо! : Сб. стихов / Сост. Сальников А., Ааматов М.; Предисл. Уметалиева Т. — Фрунзе: Кыргызстан, 1984. — 139 с.
- Джаманкулов К. Жаворонок : Стихи, лирич. репортаж, поэма / Пер. с кирг.; Предисл. Сальникова А; Худ. Акматов А. — Фрунзе: Мектеп, 1985. — 75 с.
- Реки начинаются с гор : Повести / Сост. Сальников А.; Пер. с киргизского. — Фрунзе: Кыргызстан, 1987. — 324, [2] с.

## Награды
- Медаль «За трудовое отличие»[3];
- Медаль «За победу над Германией в Великой Отечественной войне 1941—1945 гг.»[3];
- Медаль «За доблестный труд. В ознаменование 100-летия со дня рождения Владимира Ильича Ленина»[3];
- Заслуженный работник культуры Киргизской ССР (1976)[2].
- Почётные грамоты Президиума Верховного Совета Киргизской ССР[2].